# Fusetto
Il fusetto, anche detto regola o centoventi, è un'arma bianca portata dai bombardieri veneti nel XVI secolo. Si tratta di una specie di pugnale molto simile ad uno stiletto, ed è conosciuto anche con il nome di centoventi, poiché spesso sulla lama portava quattordici tacche di misurazione, sino al numero massimo di 120  (secondo un'unità di misura balistica). Veniva utilizzato dai bombardieri veneti sia come arma sia come strumento, per misurare il calibro dei cannoni e il diametro delle palle, grazie per l'appunto, alle sue tacche. Veniva inoltre usato per pulire il focone, la piccola apertura superiore da cui si dà innesco alla carica, e per inchiodare i pezzi d'artiglieria, nonché per aprire i contenitori della polvere da sparo. La lama era nella maggior parte dei casi triangolare, per favorire le funzioni secondarie del fusetto.